# Grand Prix Formule 1 van Spanje 1997
De Grand Prix Formule 1 van Spanje 1997 werd gehouden op 25 mei 1997 op het Circuit de Catalunya.

## Verslag
Jacques Villeneuve nam de leiding, terwijl Michael Schumacher een raketstart maakte vanaf de zevende startplaats naar de tweede plek in de eerste bocht.
Het tempo van Schumacher was echter lager dan dat van Villeneuve en daarbij hield hij een groepje coureurs op, waaronder David Coulthard, Mika Häkkinen, Jean Alesi en Heinz-Harald Frentzen, die hem echter niet konden passeren.
De coureurs op Goodyear-banden hadden last van de hoge bandenslijtage,  terwijl de coureurs op Bridgestone-banden hier weinig last van hadden.
Olivier Panis, gestart op de twaalfde plek maakte hierdoor een opmars door het veld  en reed veel snellere rondetijden dan Villeneuve.
Na een geslaagde inhaalactie op David Coulthard en het passeren van Alesi in de pits lag Panis tweede en bleef inlopen op Villeneuve.
Toen de Fransman op ongeveer tien seconden was genaderd stuitte hij op een treintje achterblijvers,  aangevoerd door Eddie Irvine  terwijl de marshalls geen blauwe vlaggen zwaaiden als teken dat men de snellere Panis voorbij moest laten.
Hierdoor verloor Panis, hoewel hij 1,5 tot 2 seconden sneller was, te veel tijd om nog een serieuze bedreiging te kunnen vormen voor Villeneuve in de slotfase van de race.

## Uitslag
| Positie | Nummer | Rijder                | Team              | Ronden | Tijd/Opgave     | Startplaats | Punten |
| ------- | ------ | --------------------- | ----------------- | ------ | --------------- | ----------- | ------ |
| 1       | 3      | Jacques Villeneuve    | Williams-Renault  | 64     | 1:30:35.896     | 1           | 10     |
| 2       | 14     | Olivier Panis         | Prost-Mugen-Honda | 64     | +5.804          | 12          | 6      |
| 3       | 7      | Jean Alesi            | Benetton-Renault  | 64     | +12.534         | 4           | 4      |
| 4       | 5      | Michael Schumacher    | Ferrari           | 64     | +17.979         | 7           | 3      |
| 5       | 16     | Johnny Herbert        | Sauber-Petronas   | 64     | +27.986         | 10          | 2      |
| 6       | 10     | David Coulthard       | McLaren-Mercedes  | 64     | +29.744         | 3           | 1      |
| 7       | 9      | Mika Häkkinen         | McLaren-Mercedes  | 64     | +48.785         | 5           |        |
| 8       | 4      | Heinz-Harald Frentzen | Williams-Renault  | 64     | +1:04.139       | 2           |        |
| 9       | 12     | Giancarlo Fisichella  | Jordan-Peugeot    | 64     | +1:04.767       | 8           |        |
| 10      | 8      | Gerhard Berger        | Benetton-Renault  | 64     | +1:05.670       | 6           |        |
| 11      | 18     | Jos Verstappen        | Tyrrell-Ford      | 63     | +1 Ronde        | 19          |        |
| 12      | 6      | Eddie Irvine          | Ferrari           | 63     | +1 Ronde        | 11          |        |
| 13      | 23     | Jan Magnussen         | Stewart-Ford      | 63     | +1 Ronde        | 22          |        |
| 14      | 17     | Gianni Morbidelli     | Sauber-Petronas   | 62     | +2 Rondes       | 13          |        |
| 15      | 14     | Jarno Trulli          | Minardi-Hart      | 62     | +2 Rondes       | 18          |        |
| NF      | 2      | Pedro Diniz           | Arrows-Yamaha     | 53     | Motor           | 21          |        |
| NF      | 11     | Ralf Schumacher       | Jordan-Peugeot    | 50     | Motor           | 9           |        |
| NF      | 22     | Rubens Barrichello    | Stewart-Ford      | 37     | Motor           | 17          |        |
| NF      | 19     | Mika Salo             | Tyrrell-Ford      | 35     | Lekke band      | 14          |        |
| NF      | 15     | Shinji Nakano         | Prost-Mugen-Honda | 34     | Versnellingsbak | 16          |        |
| NF      | 1      | Damon Hill            | Arrows-Yamaha     | 17     | Motor           | 15          |        |
| NF      | 20     | Ukyo Katayama         | Minardi-Hart      | 11     | Versnellingsbak | 20          |        |

## Wetenswaardigheden
- Gianni Morbidelli verving Nicola Larini bij Sauber.

## Statistieken
| Pole-position | Jacques Villeneuve   | Williams-Renault | 1:16.525 |
| Snelste ronde | Giancarlo Fisichella | Jordan-Peugeot   | 1:22.242 |

## Noot
- Dit was de tiende pole position voor een Canadese coureur.
- Eerste snelste ronde voor Giancarlo Fisichella.
- Zesde Grand Prix-winst en veertiende podiumplaats voor Jacques Villeneuve. Hiermee ging Villeneuve voorbij aan zijn vader Gilles die zes Grands Prix had gewonnen en dertiende podiumplaatsen had behaald.
- Vijfde (en laatste) podiumplaats voor Olivier Panis.

1913 · 1923 · 1926 · 1927 · 1933 · 1934 · 1935 · 1951 · 1954 · 1967 · 1968 · 1969 · 1970 · 1971 · 1972 · 1973 · 1974 · 1975 · 1976 · 1977 · 1978 · 1979 · 1980 · 1981 · 1986 · 1987 · 1988 · 1989 · 1990 · 1991 · 1992 · 1993 · 1994 · 1995 · 1996 · 1997 · 1998 · 1999 · 2000 · 2001 · 2002 · 2003 · 2004 · 2005 · 2006 · 2007 · 2008 · 2009 · 2010 · 2011 · 2012 · 2013 · 2014 · 2015 · 2016 · 2017 · 2018 · 2019 · 2020 · 2021 · 2022 · 2023 · 2024 · 2025 · 2026